# Elecciones presidenciales de Ecuador de 1966
Elección indirecta realizada por la 18º Asamblea Constituyente del Ecuador para designar al Presidente Constitucional Interino del Ecuador para el período constituyente, resultando designado el asambleísta Otto Arosemena, siendo ratificado como Presidente Constitucional para el período 1967 - 1968 hasta las próximas elecciones, a través de la inclusión de una disposición transitoria en el texto final de la Constitución de 1967.

## Antecedentes
El presidente Interino Clemente Yerovi convocó a una asamblea constituyente para retornar al país al orden democrático y constitucional luego de 3 años de dictadura militar, realizándose a inicios de 1966, por lo que esta procedió a elegir a un presidente interino que ejerza provisionalmente el poder ejecutivo durante la etapa transitoria constituyente, para ser reemplazado por un Presidente Constitucional subordinado a la nueva Constitución y sus mandatos.

## Candidatos y Resultados
| Lista           | Partido         | Partido                                 | Presidente                  | Cargos Previos                                     | Votos |
| --------------- | --------------- | --------------------------------------- | --------------------------- | -------------------------------------------------- | ----- |
| 8               |                 | Coalición Institucionalista Democrática | Otto Arosemena Gómez        | Presidente de la Cámara de Diputados (1957 - 1958) | 40    |
| 2               |                 | Partido Liberal Radical Ecuatoriano     | Raúl Clemente Huerta Rendón | Ministro del Tesoro Nacional (1947 - 1948)         | 35    |
| -               | -               | Independiente                           | Jaime Acosta Velasco        | Presidente de la Cámara de Diputados (1962 - 1963) | 2     |
| Votos en Blanco | Votos en Blanco | Votos en Blanco                         | Votos en Blanco             | Votos en Blanco                                    | 1     |

Fuente:

### Ratificación de Otto Arosemena como Presidente Constitucional
La Asamblea Constituyente de 1966-1967 aprobó la nueva Constitución de 1967, en la que se incluyó la Disposición Transitoria Segunda, la cual ratificó en su cargo a Otto Arosemena, Presidente Constitucional Interino, hasta la elección del presidente constitucional en 1968, gobernando bajo la nueva constitución, hasta la elección de un nuevo presidente, designando al Presidente de la Asamblea Constituyente, Gonzalo Cordero, como subrogante del Presidente en caso de falta definitiva, sin recibir el cargo de Vicepresidente. Al asumir el cargo bajo la constitución de 1967, Arosemena obtuvo el cargo de Presidente Constitucional para el período 1967 - 1968.